# Schrobmachine

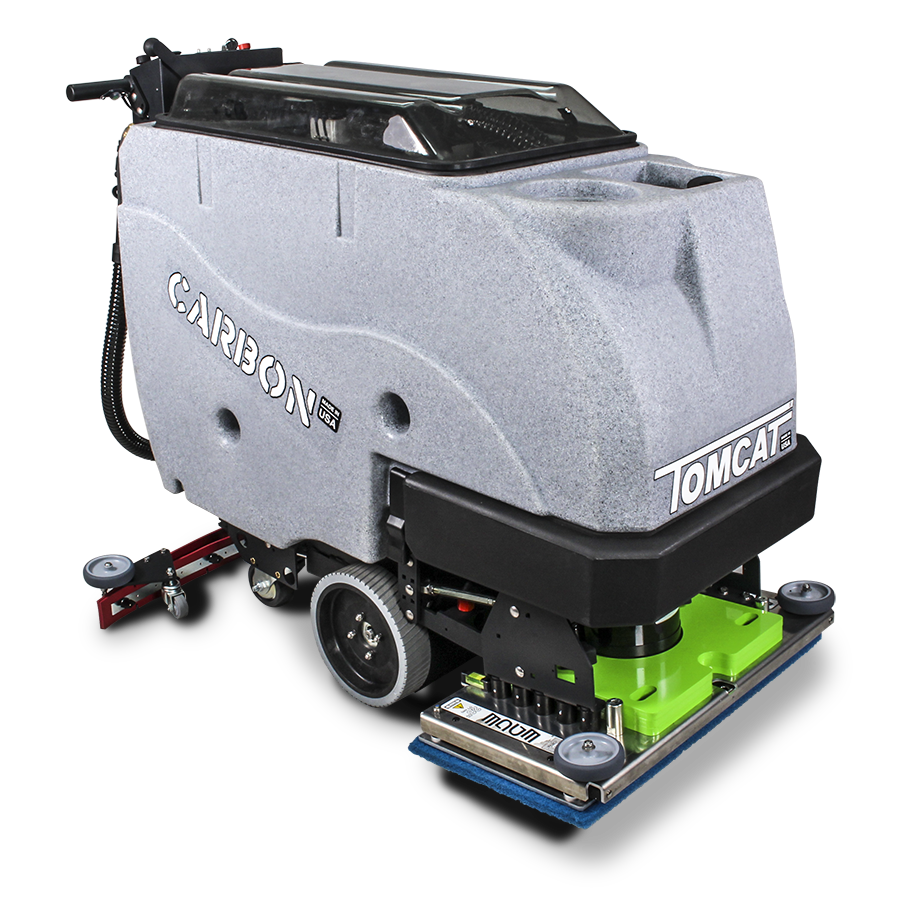
Schrobmachine.

Een schrobmachine is een machine die als hoofddoel heeft om een vloer te schrobben met bijvoorbeeld een roterende ronde borstel of een excentrisch bewegende vierkante borstel.
De meest eenvoudige machine is een zogenaamde eenschijfsmachine. Dit is een machine die met de borstel op de ondergrond staat en door middel van een elektromotor de borstel laat roteren. Hierdoor komt de beharing van de borstel met een roterende beweging op de vloer en kan in combinatie met water en een eventueel reinigingsmiddel de vervuiling losschrobben van de ondergrond.
Er zijn diverse borstelsystemen, waaronder:
- Het disksysteem is het meest traditionele systeem en wordt vandaag de dag het meest toegepast in de vloerreiniging.
- Het cilindrisch borstelsysteem werkt met een of meerdere achter elkaar geplaatste borstelwalzen.

## Schrobzuigmachine
De schrobzuigmachine heeft als toevoeging op de eenschijfsmachine dat er twee watertanks aanwezig zijn en de mogelijkheid tot het opzuigen van het water. De watertanks zijn altijd gescheiden, een voor het schone water en de andere tank voor het vuile water. Aan de voorzijde van de machine zit het schrobdek dat kan heffen en zakken om de borstel op de ondergrond te plaatsen. Het schone water wordt naar de ronddraaiende borstel geleid en zodoende wordt de vloer geschrobd. Wanneer de machine naar voren beweegt rijdt men met de machine over de natte vloer. Aan de achterzijde van de machine is een zuigmond aanwezig die het vervuilde water opzuigt en zodoende de vloer relatief droog zuigt.
De machines zijn doorgaans elektrisch aangedreven en zelfrijdend. Met dit type machine schrobt men in een arbeidsgang de vloer met water aan de voorkant van de machine die aan de achterzijde het water opzuigt door middel van een vacuümmotor.

## Soorten
Er zijn meerdere commerciële uitvoeringen op de markt gekomen, zoals schrobmachines waar de werker achter kan lopen of op kan zitten. Er zijn ook computergestuurde modellen die volgens een programma werken. Daarnaast zijn er modellen die naast het reinigen van de vloer ook kunnen polijsten en poetsen. Recentelijk zijn er kleinere modellen uitgebracht voor thuisgebruik.